# 1796
Évszázadok: 17. század – 18. század – 19. század
Évtizedek: 1740-es évek – 1750-es évek – 1760-as évek – 1770-es évek – 1780-as évek – 1790-es évek – 1800-as évek – 1810-es évek – 1820-as évek – 1830-as évek – 1840-es évek
Évek: 1791 – 1792 – 1793 – 1794 –  1795 – 1796 – 1797 – 1798 – 1799 – 1800 – 1801

## Események
- március 9. – Napóleon feleségül veszi Joséphine de Beauharnais-t.[1]
- április-november – II. (Nagy) Katalin orosz cárnő expedíciót küld a Kaukázusba a perzsák ellen
- április 12. – A montenottei csatában Napóleon legyőzi az osztrákokat.[2]
- május 10. – A lodi csatában Napóleon legyőzi az osztrákokat[2].
- május 15. – Napóleon elfoglalja Milánót.[3]
- szeptember 8. – Napóleon az első bassanói csatában legyőzi az osztrák sereget.[2]
- november 6. – A második bassanói csatában Alvinczi József tábornok taktikai visszavonulásra kényszeríti Napóleont.
- november 12. – Királyi helytartóvá (nádorrá) választják József Antal János főherceget, II. Lipót császár–király 7. fiát.[4]
- november 17. – Az arcolei csata:[3] Bonaparte Napóleon vezetésével a franciák legyőzik az osztrák haderőt Itáliában.
- december 7. – Az Amerikai Egyesült Államokban John Adams nyeri az elnökválasztást Thomas Jeffersonnal szemben.

## Folyamatban lévő események
- Francia forradalom (1789 – 1799)
- Első koalíciós háború

## Az év témái

### 1796 a tudományban
- május 14. – Edward Jenner angol orvos elvégzi himlőoltási kísérletét.[5]

## Születések
- február 20. – Mészáros Lázár, honvéd altábornagy, hadügyminiszter († 1858)
- február 22. – Balogh János, alispán, országgyűlési követ († 1872)
- április 10. – James Bowie, amerikai pionír, katona, csempész, rabszolga-kereskedő, telekspekuláns, a texasi forradalom jelentős alakja, népi hős († 1836)
- május 4. – William H. Prescott amerikai jogász, történész, a spanyol világ kutatója († 1859)
- május 18. – Schweidel József, honvéd tábornok, az aradi vértanúk egyike († 1849)
- június 6. – Balogh Sámuel, református lelkész, író, a Magyar Tudományos Akadémia levelező tagja († 1867)
- július 17. – Jean-Baptiste Camille Corot, francia tájképfestő († 1875)
- július 31. – Kriztianovich Ignác, horvát író, fordító, nyelvész († 1884)
- október 28. – Bezerédj István, reformkori politikus, kiváló szónok († 1856)
- november 25. – Andreas von Ettingshausen osztrák matematikus, fizikus († 1878)
- november 30. – Carl Loewe, német zeneszerző († 1869)
- december 2. – Beöthy Ödön, Bihar vármegye főispánja († 1854)
- december 30. – Wesselényi Miklós, báró, politikus († 1850)

## Halálozások
- január 8. – Jean-Marie Collot d’Herbois, francia színész, drámaíró és esszéista, jakobinus forradalmár (* 1749)
- február 17. – James Macpherson, skót költő, az Osszián-énekek szerzője (* 1736)
- február 22. – Ambrosi János, evangélikus prédikátor (* 1734)
- július 21. – Robert Burns, skót költő (* 1759)
- szeptember 1. – Teleki József, gróf, főispán, koronaőr, műgyűjtő és író (* 1738)
- október 20. – Dayka Gábor, költő, pap, tanár (* 1769)
- november 17. – II. (Nagy) Katalin, a felvilágosult abszolutizmus szellemében uralkodó orosz cárnő[6] (* 1729)
- december 19. – Pjotr Alekszandrovics Rumjancev-Zadunajszkij, orosz marsall, államférfi (* 1725)